# 林寛子 (作家)
林 寛子（はやし ひろこ、1955年（昭和30年） - ）は、名古屋市出身の中日新聞社会事業団理事長。元石川テレビ代表取締役社長。

## 来歴
名古屋市出身。陽明小学校、汐路中学、明和高校卒。京都大学教育学部教育心理学科で河合隼雄に学ぶ。卒業後、1979年中日新聞社入社。記者として名古屋本社文化部、社会部などに配属。
1986年「三岸節子この道」連載。1989年、訪問記者として米国デューク大学で学び「女子学生のアメリカ」連載。1991年「子産み子育てホンネ録」連載、1992年同連載でアップジョン医学記事賞受賞。1997年「理想は高く　市川房枝と女性参政50年」連載。
1997年から2001年まで論説委員兼務し、東京新聞文化部デスク、名古屋本社文化部長、一宮総局長などを経て、2012年東海本社編集局長歴任。2015年中日新聞社取締役東海本社代表。女性取締役は同社初。2018年中日新聞社取締役電子電波担当。
2021年6月、石川テレビ放送代表取締役社長に就任。中日新聞社非常勤取締役。2023年6月から石川テレビ顧問、中日新聞社参与。
2024年6月、社会福祉法人中日新聞社会事業団理事長に就任。

## 著書
- 『三岸節子 修羅の花』講談社、1989　のち学陽書房女性文庫（ISBN 4062042258、ISBN 4313720332）
- 『子ども産みます―35歳・働く私の子産みどき』学陽書房 1993（ISBN 4313840605）
- 『モネと歩くフランス』風琳堂 1997（ISBN 4894264137）